# Koń dunajski
Koń dunajski jest dość zwyczajnym wierzchowcem i silnym koniem do lekkich zaprzęgów.

## Historia, pochodzenie
Koń dunajski ukształtował się jako rasa dopiero na początku XX wieku, poprzez skrzyżowanie oryginalnego ogiera noniusa z klaczami gidran. Otrzymywane z tej krzyżówki potomstwo było zwartej, silnej budowy. Wciąż jednak poprawiano rasę, dodając krew koni angloarabskich, a także folblutów, ale nie przyniosło to nadzwyczajnych rezultatów.

## Użytkowość
Dziś koń dunajski jest najpopularniejszym koniem na terenie Bułgarii pod wierzch i do lekkich zaprzęgów.

## Budowa,pokrój,eksterier
Mimo znacznej ilości krwi arabskiej i folblutów, jest tylko poprawny, o raczej pełnej sylwetce. Wygląda na to, że odziedziczył po swym przodku noniusie nie najlepsze cechy.